# David Villa
David Villa ([daˈβið ˈβiʎa]; n. 3 decembrie 1981, Tiuya / Tuilla⁠(d), Asturia, Spania), poreclit El Guaje (în traducere din asturiană, Puștiul), este un fost fotbalist spaniol care evolua pe postul de atacant.
Deși s-a accidentat grav în copilărie, el și-a început cariera de fotbalist profesionist la Sporting de Gijón. A trecut apoi după două sezoane la Real Zaragoza, unde a debutat în La Liga, câștigând primele sale titluri la nivel de seniori — Copa del Rey și Supercopa de España. S-a transferat la Valencia CF în 2005 în schimbul a 12 milioane de euro și a făcut parte din echipa Valenciei care a câștigat Copa del Rey în sezolul 2007–2008. În 2010 s-a transferat la FC Barcelona pentru 40 de milioane de euro cu care a câștigat primele titluri în La Liga și UEFA Champions League.
Villa și-a făcut debutul internațional în 2005. De atunci, a participat la trei turnee finale, devenind titular al echipei Spaniei care a câștigat Euro 2008 și Cupa Mondială din 2010. A marcat trei goluri în Campionatul Mondial din 2006, și a fost golgeter la Euro 2008, câștigând Gheata de Argint la Cupa Mondială 2010. Este primul jucător spaniol care a ajuns la numărul de 50 de goluri în meciuri internaționale și este golgeterul all-time al Spaniei, marcând mai multe goluri la Cupa Mondială decât orice alt fotbalist din istoria Spaniei. Media de goluri pe meci la echipa națională a fost mai bună decât a oricărui jucător de la Alfredo Di Stéfano încoace.

## Copilăria si primi ani de carieră fotbalistică
Villa s-a născut la Tuilla, un sat din Langreo, în Asturia, regiune din nordul Spaniei, fiind fiul lui José Manuel Villa, un miner. Când avea patru ani, șansele lui Villa de a deveni fotbalist au fost periclitate după ce a suferit o fractură de femur la piciorul drept, din care însă s-a recuperat complet. Din cauza accidentării, el și tatăl său au lucrat la consolidarea piciorului stâng și astfel a devenit ambidextru. El își amintește că tatăl său l-a susținut permanent: „...îmi arunca mingea iar și iar, punându-mă să dau în ea cu stângul când aveam dreptul în ghips după ce mi l-am rupt, aveam patru ani. Nici nu-mi amintesc vreun antrenament de la care să fi lipsit tata. Niciodată n-am fost singur pe terenul de fotbal.”
Villa a recunoscut că era pe cale să renunțe la fotbal la 14 ani, întrucât era deziluzionat și nu se mai înțelegea cu antrenorul. Datorită încurajării părinților săi, el a insistat totuși în a-și urma visul, înțelegând că poate să-și câștige o pâine cu ajutorul talentului. „Pe vremea aceea eram un nimeni, nu câștigam un ban și după ce am fost pus să stau pe bară tot sezonul voiam doar să plec să mă joc cu prietenii”, a spus el. „Dar tatăl meu m-a susținut mereu și m-a încurajat până când cariera mea s-a schimbat în bine.” După aceea, și-a început cariera profesionistă la UP Langreo și la 17 ani a intrat la școala de fotbal Mareo.

## Cariera la echipa de club

### Sporting de Gijón și Real Zaragoza
Villa a atras atenția mai multor echipe asturiene, dar una din echipele mari ale provinciei, Real Oviedo, l-a declarat prea scund și lipsit de suficient potențial. Ulterior, a prins primul contract de referință la clubul local Sporting de Gijón, călcând pe urmele idolului său din copilărie Quini. Începând la echipa de tineret, a debutat în sezonul 2000–2001. După ce a marcat 25 de goluri în două sezoane, a devenit titular al primei echipe. Pepe Acebal, managerul de atunci de la Sporting Gijon, a spus că lui Villa îi lipsea la început condiția fizică pentru a avea un real impact și a trebuit să i se dea ocazii puțin câte puțin, până când capacitatea sa de muncă să devină „fără rival”.
„Avea calități tehnice excelente. Prima sa atingere a fost superbă și, chiar dacă niciodată nu poți fi sigur dacă cineva va reuși, îți puteai da seama că e talentat. Face curse în diagonală foarte inteligente, se desprinde de fundași, și ia hotărâri invariabil bune. Este foarte intuitiv.” 
După două sezoane în echipa mare a lui Gijón, se apropia de 40 de goluri marcate, și atunci i s-a ivit șansa să joace în prima ligă spaniolă, când nou-promovata Real Zaragoza l-a transferat pentru aproximativ 3 milioane de euro în vara lui 2003. Atacantul s-a obișnuit la noul nivel fără probleme, marcând 17 goluri în primul sezon la Zaragoza. Debutul său în prima ligă a fost și primul meci al Zaragozei în La Liga de la venirea sa, înfrângerea cu 1–0 în deplasarea din Galicia cu Deportivo de La Coruña, iar primul gol l-a marcat după alte două meciuri, în minutul opt al meciului cu Real Murcia, al doilea gol al Zaragozei în meciul încheiat cu scorul de 3–0. La 4 decembrie 2003 a marcat prima dublă, într-un meci egal, 2–2, cu Athletic Bilbao iar la 25 aprilie 2004, David Villa a marcat primul hat-trick într-un alt meci egal, 4–4, cu Sevilla, meci în care Villa a marcat toate cele patru goluri ale Zaragozei.
Zaragoza a ajuns în finala Copei del Rey în care a contribuit la victoria echipei cu un gol crucial prin care a stabilit scorul de 2–1 în meciul în care aragonezii au învins pe Real Madrid cu 3–2. La scurt timp după ce a primit prima convocare la natională, fanii Zaragozei erau atât de mândri de realizările lui, încât au început să scandeze „illa illa illa, Villa maravilla”. După triumful Zaragozei în Copa del Rey, echipa a obținut un loc în Cupa UEFA; a fost prima participare a lui Villa într-o competiție europeană.
În primul meci din faza grupelor, cu Utrecht, Villa a marcat o dublă în finalul meciului încheiat cu 2–0 pentru Zaragoza. În șaisprezecimi, Zaragoza a jucat cu Austria Viena. Turul s-a încheiat cu scorul de 1–1, Villa marcând însă în returul încheiat 2–2, vienezii calificându-se datorită regulii golurilor în deplasare. Între timp, în La Liga, Villa i-a bucurat pe fanii Zaragozei la 23 septembrie 2004 aducându-și echipa în avantaj cu 1–0 contra Barcelonei pe Camp Nou, deși până la final Barcelona a revenit și a câștigat cu 4–1. La 17 aprilie 2005, Villa a marcat o nouă dublă în victoria contra Sevillei cu 3–0.

### Valencia

#### Sezonul 2005–2006

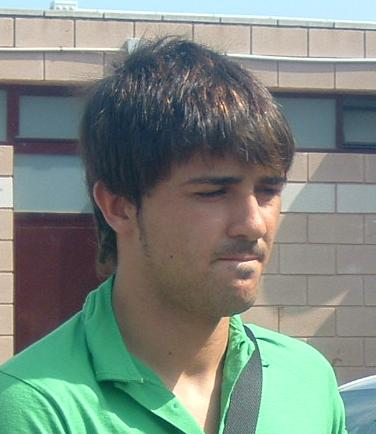
Villa în 2005

După succesul de la Zaragoza, echipa avea nevoie de bani și ca urmare, Villa a obținut un important transfer la una dintre echipele importante ale fotbalului spaniol, o Valencie în curs de reașezare a imaginii, în frunte cu Quique Sánchez Flores a cheltuit 12 milioane de euro pentru a-și asigura serviciile lui în vara lui 2005. În primul meci în tricoul Valenciei, meciul din Cupa Intertoto cu belgienii de la K.A.A. Gent, Villa a deschis scorul în victoria cu 2–0. În ligă, a debutat pentru Valencia după ce a intrat ca rezervă în meciul cu Real Betis, câștigat cu 1–0 la 27 august 2005. Următorul meci avea să fie cel împotriva fostei echipe, Real Zaragoza, care a condus pe Valencia cu 2–1 mare parte din meci, dar în minutul 81, Villa a intrat în locul lui Rubén Baraja și a egalat într-un minut, aducând Valenciei un punct și stabilind scorul final, 2–2.
La 21 septembrie, Villa a salvat Valenciei un nou punct important, marcând o dublă contra Barcelonei pe Camp Nou, aducându-și echipa în avantaj după ce mingea degajată de Víctor Valdés l-a lovit pe Villa în spate și a intrat în poartă. La 23 octombrie, Villa a marcat golul victoriei contra unui alt gigant al Spaniei, Real Madrid, pe stadionul Santiago Bernabéu și a înscris din nou contra Barcelonei, la 12 februarie 2006, unicul gol al meciului. Villa a mai înscris un gol contra lui Deportivo de La Coruña (pe Riazor la 4 februarie 2006), gol descris ca fiind „superb” de ESPN și apreciat ca „cel mai bun al său” de către Sid Lowe care a remarcat că a fost înscris „din întoarcere”. Lovind de la centrul terenului (45 de metri), a trimis mingea peste portar în poartă.
Primul hat-trick pentru Valencia l-a reușit în meciul cu Athletic Bilbao la San Mamés în La Liga pe 23 aprilie 2006. Villa a reușit hat-trickul în doar cinci minute (între minutele 80 și 85), unul dintre cele mai rapide hat-trickuri înregistrate vreodată. Valencia a câștigat cu 3–0. În acel sezon, a înscris 25 de goluri în 35 de meciuri de ligă jugate pentru Valencia, terminând cu un gol sub golgeterul sezonului, Samuel Eto'o de la Barcelona. Numărul de goluri înscrise în acel an de Villa a fost cel mai mare reușit de vreun jucător al Valenciei de la reușita lui Edmundo Suárez cu peste 60 de ani în urmă.

#### Sezonul 2006–2007
Forma bună a lui Villa a continuat în sezonul 2006-2007, atacantul formând pereche cu fosta vedetă a lui Real Madrid Fernando Morientes. Împreună, Villa și Morientes au înscris 43 de goluri în toate competițiile. În acel an, Villa a debutat și în UEFA Champions League; primul său meci a fost cel de calificare, în care a intrat pe finalul meciului tur pierdut cu 1–0 în fața lui Red Bull Salzburg. În retur a fost titular și a marcat un gol în victoria cu 3–0 care a adus calificarea Valenciei în grupele Champions League. Golurile cruciale marcate contra Romei și a lui Șahtior Donețk au ajutat Valencia să se califice în fazele eliminatorii în care au întâlnit pe Inter Milano. Villa a marcat un gol din lovitură liberă în primul joc în deplasare, un fundaș al Interului plângându-se că Villa „ne-a făcut de unul singur să părem niște idioți”. Valencia s-a calificat în sferturile de finală unde a întâlnit pe Chelsea. Villa a jucat în ambele meciuri, dar nu a înscris. Valencia a fost eliminată de echipa londoneză cu scorul general de 3–2. În octombrie 2006 a fost inclus printre cei 50 de jucători nominalizați pentru Balonul de Aur (premiu denumit adesea „Fotbalistul European al Anului”).
Un important gol marcat în poarta lui Espanyol și o dublă contra Sevillei l-a ajutat să ajungă la 16 goluri marcate în tot sezonul, clasându-se pe locul al șaselea în clasamentul golgeterilor sezonului respectiv din La Liga (cu același număr de goluri marcate ca și colegul său de la națională Raúl Tamudo) și pe primul loc în clasamentul paselor de gol.

#### Sezonul 2007–2008

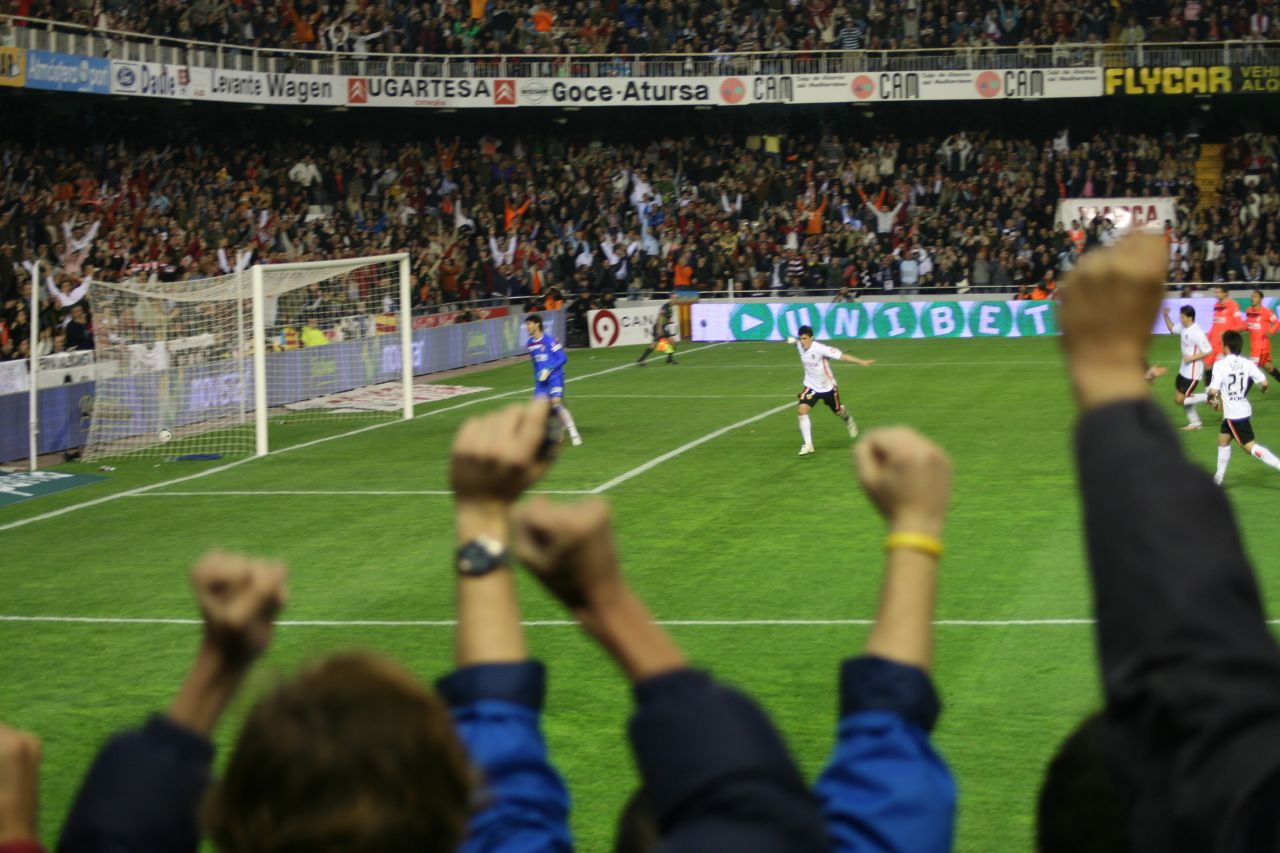
David Villa transformă un penalty contra Sevillei.

Sezonul 2007–2008 nu a fost ușor pentru Villa și echipa lui. La începutul lui, managerul Quique Sánchez Flores a fost demis și înlocuit cu Ronald Koeman, care și el a fost concediat la 22 aprilie, după o serie de rezultate slabe, deși a reușit să câștige un trofeu cu Valencia, după victoria contra lui Getafe CF în finala Copa del Rey. Koeman a fost înlocuit cu fostul antrenor al lui UD Almería, Unai Emery, la sfârșitul sezonului. Sub comanda lui Koeman, Villa a marcat 18 goluri în 26 de prezențe. Cu această ocazie, și-a trecut în palmares primul trofeu din perioada petrecută la Valencia, câștigând pentru a doua oară în carieră Copa del Rey, învingând în semifinale pe Barcelona cu 3–2 și în finală pe Getafe CF cu 3–1, aducând echipei calificarea în cupa UEFA. Înainte de finalul sezonului, el a semnat un nou contract pe șase ani cu Valencia, angajându-se să activeze la club până în 2014.
În acel sezon, Villa a jucat din nou în Liga Campionilor. A marcat unicul gol al meciului contra lui Schalke 04 și a deschis scorul în meciul cu Chelsea, pierdut însă cu 2–1 din cauza golurilor marcate de Joe Cole și Didier Drogba. Valencia a terminat pe ultimul loc în grupă și a fost eliminată. În al 100-lea meci de ligă pentru Valencia, Villa a marcat un hat-trick contra lui Levante, golurile lui cu numărul 54, 55 și 56 pentru club. Alte două goluri în ultima etapă de campionat, în meciul cu Atletico Madrid au completat cele 18 reușite în acel sezon.

#### Sezonul 2008–2009
După ce a încheiat ca golgeter la Euro 2008, Villa și-a continuat forma bună în sezonul 2008–2009 în care a marcat primul gol al campionatului în victoria cu 3–0 cu Mallorca în meciul de deschidere. După ce Real Madrid nu a reușit să-l transfere, managerul de atunci Bernd Schuster, l-a acuzat pe Villa că „nu are ambiție”, Villa răspunzându-i: „ambiția în fotbal nu este în gură, ci în picioare. Puteți să mă acuzați de multe lucruri - că am o zi proastă, că ratez ocazii, de multe lucruri- dar mereu am avut ambiție și mereu voi avea. Cred că am demonstrat asta pe teren cu Zaragoza, Sporting, UD Langreo, și cu naționala.” În octombrie 2008, Kaká l-a lăudat pe Villa la Canal+, unde a afirmat despre el că este „cel mai bun fotbalist spaniol”, adăugând că „jucătorul cu care aș vrea cel mai mult să fiu coleg este David Villa de la Valencia.” În 2 decembrie 2008, Villa a ieșit pe locul 7 în clasamentul Balonul de Aur 2008 și la 12 ianuarie 2009, s-a anunțat că el se află pe locul 9 în clasamentul celor mai buni jucători din 2008 la egalitate cu colegul său de națională, Andrés Iniesta de la Barcelona, conform premiilor Jucătorul Mondial al Anului acordate de FIFA.
„David e un jucător uimitor - are mobilitate, înscrie goluri și are curaj. Mi-ar plăcea să-l am la echipa mea la Arsenal. Ar fi formidabil în liga engleză.” 
Valencia a terminat pe locul doi în grupa de Cupa UEFA, dar acolo Villa nu a jucat prea mult și a fost adesea rezervă nefolosită sau a intrat foarte târziu. A marcat golul victoriei pe finalul meciului cu Maritimo și a jucat în șaisprezecimi cu Dinamo Kiev, dar nu a reușit să înscrie. Scorul general a fost egal, 3–3, dar Dinamo Kiev s-a calificat datorită golurilor în deplasare.
Pe la jumătatea sezonului, Villa ajunsese să înscrie constant, reușind să puncteze și în meciul cu Deportivo de la Coruña; în acest meci a fost însă eliminat pentru al doilea cartonaș galben, primit din cauza unui fault la Daniel Aranzubia și astfel a fost suspendat în meciul următor al Valenciei cu Real Valladolid, pierdut de Valencia pe teren propriu cu 2–1. Gata să revină după suspendare, Villa a suferit o inflamație a gleznei stângi din cauza unei dislocări parțiale și a fost indisponibil 15 zile, pierzând meciurile cu Numancia, Recreativo de Huelva și Racing de Santander. Când a revenit în cele din urmă la 5 aprilie 2009, și-a reintrat în formă fără probleme, marcând o dublă în meciul cu Getafe, câștigat de Valencia cu 4–1. La 12 aprilie, Villa urma să revină la El Molinón, terenul propriu al echipei Sporting de Gijón la care și-a început cariera. A recunoscut că întâlnirea va fi una emoționantă pentru el, dar a reușit golul al doilea cu care Valencia a câștigat cu 3–2 și și-a ținut promisiunea de a nu sărbători reușita. Golul marcat cu Villarreal l-a adus la cifra 26, după care a mai marcat două goluri cu Athletic Bilbao, terminând cu 28 de goluri marcate în ligă, egalând astfel recordurile argentinianului Mario Kempes și al muntenegreanului Predrag Mijatović, care marcaseră și ei 28 de goluri pentru Valencia în sezoanele 1977–1978, respectiv 1995-1996. Kempes marcase cele 28 de goluri în 34 de meciuri, în timp ce Mijatović a reușit în 40, Villa având procentaj mai bun, deoarece a marcat 28 de goluri în 33 de meciuri, o medie de 0,84 goluri pe meci. Acel sezon a fost cel mai bun al lui Villa la Valencia din punct de vedere al golurilor.
După terminarea acestui al patrulea sezon la Valencia, doar Eto'o avea mai multe goluri marcate decât el în aceeași perioadă (cu șase mai multe). Editorialistul sportiv britanic Sid Lowe arată că Eto'o a reușit aceasta „într-o echipă care a înscris cu 129 de goluri mai mult decât cea a lui Villa”, remarcând că „de cele mai multe ori, el [Villa] executa cornerele și loviturile libere ale Valencii – și, oricât de bun ar fi un jucător, nu poate să centreze și să dea și cu capul în același timp.” Villa a terminat pe locul trei în clasamentul golgeterilor din La Liga, cu un total de 28 de goluri, în urma lui Samuel Eto'o (30) și Diego Forlán (32). După ce realizase în 2005–2006 cel mai mare număr de goluri pentru Valencia în 60 de ani, a reușit cu trei mai multe în 2008–2009. Cele 28 de goluri în ligă plus alte 3 în alte competiții au dus la un total de 101 goluri în 180 de meciuri oficiale în tricoul Valenciei.

#### Sezonul 2009–2010
„David Villa este un fenomen – cel mai bun în Europa” 
După surprinzătoarea eliminare din Cupa Confederațiilor cu naționala Spaniei, Villa s-a întors din vacanță la 27 iulie, în vreme ce mass-media speculau transferurile sale la cluburi de top, cum ar fi Real Madrid, Barcelona, Liverpool, Chelsea, sau Manchester United. Villa a redus aceste zvonuri la tăcere, anunțându-și dorința de a rămâne pe Mestalla pentru a-și îndeplini contractul, subliniind că nu-și poate „petrece toată vara dând dezmințiri, așa că am vrut să nu zic nimic... mi s-a spus să plec de la Valencia pentru binele clubului, la scurt timp după aceasta totul s-a schimbat și din acel moment nu m-am mai văzut plecat de aici - înainte de Euro, clubul mi-a spus care e valoarea ofertelor pentru mine, și am crezut că mă vor vinde, dar apoi m-am întors din vacanță, Vicente Soriano a zis că nu vrea să plec de la Valencia. Asta mi-a înlăturat orice îndoială. Nu am pierdut niciun tren, fiindcă tot ce am realizat, am realizat datorită Valenciei și naționalei Spaniei.” Când a fost întrebat dacă își va cere scuze de la fanii Valenciei, a răspuns simplu: „n-am omorât pe nimeni, nu cred că trebuie să-mi cer iertare.”
La 20 august 2009, Villa a marcat în primul meci oficial al sezonului, o victorie cu 3–0 în preliminariile UEFA Europa League contra lui Stabæk. După aceasta, a marcat două goluri cu Real Valladolid la 13 septembrie, acestea fiind primele goluri ale lui Villa în noul sezon al ligii spaniole. După o săptămână a mai marcat o dublă contra fostei sale echipe Sporting Gijón într-un egal, 2–2, pe Mestalla, meci în care a fost căpitan de echipă. După meci, Villa a sugerat că nu este mulțumit de deciziile lui Unai Emery, afirmând: „Abordarea pentru a doua repriză nu a fost bună. Ne-am relaxat și am ajuns la același rezultat ca anul trecut. Ce a fost, a fost, dar portarul lor a fost bun, spre deosebire de abordarea noastră, care nu a fost bună”, dar după o zi a negat că ținta criticii sale ar fi fost Emery, clarificând că „atunci când am vorbit de abordare, mă refeream la toată echipa, am vorbit la cald, eram supărat de cum am pierdut două puncte și am spus ce gândeam, dar am lămurit tot ce era de lămurit.”
În 2009 a marcat mai multe goluri decât orice alt fotbalist, 43 de goluri în 54 de meciuri în toate competițiile pentru Spania și Valencia. IFFHS l-a clasat pe locul 4 în clasamentul mondial al golgeterilor pe 2009.
La 18 octombrie, Villa a fost nominalizat pentru Ballon D'Or, și după două săptămâni, la 30 octombrie, a fost nominalizat pentru trofeul Jucătorul Anului FIFA. După trei meciuri de campionat fără gol, Villa a contribuit cu două goluri la victoria Valenciei cu 4–1 contra lui Villarreal la 17 ianuarie 2010, primul dintre acestea fiind al 100-lea său gol pentru Valencia în meciurile de ligă. O altă dublă a venit cu Getafe la 22 februarie 2010, al doilea fiind a superb chip (o deviere superbă, așa cum a fost descris de ESPN) peste Jordi Codina. La 18 martie, Valencia s-a deplasat pe Weserstadion să joace cu Werder Bremen în Europa League. Villa a marcat un hat-trick, al treilea gol fiind remarcat, șut de la 8 m de la marginea careului. Meciul s-a terminat 4–4 iar Valencia s-a calificat în runda următoare datorită golurilor marcate în deplasare. La 4 mai 2010, Valencia a jucat cu Xerez, Villa nu a fost în formația de start, intrând în minutul 62 al meciului terminat 3-1. Valencia mai avea două meciuri de jucat în campionat, dar Villa nu a mai jucat, partida contra lui Xerez rămânând ultima sa apariție pentru Valencia.

### FC Barcelona

#### Sezonul 2010–2011

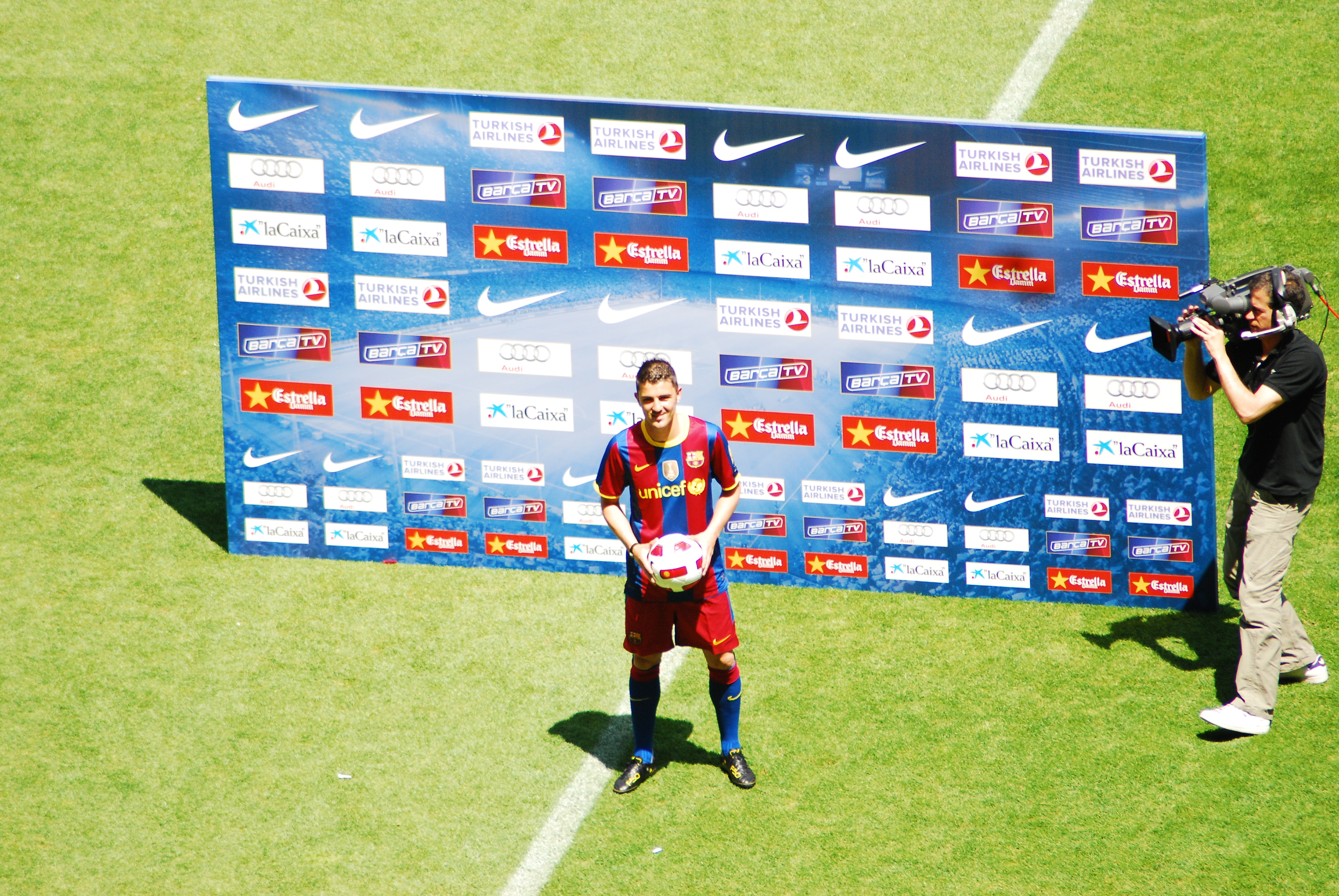
David Villa la prezentarea sa ca nou jucător la Barcelona.

La 19 mai 2010, FC Barcelona a ajuns la un acord cu Valencia pentru achiziționarea lui Villa în schimbul sumei de 40 de milioane de euro.
Villa a semnat un contract pe patru ani cu Barcelona, cu opțiune pentru un al cincilea, în valoare, conform zvonurilor, de 7 milioane de euro per sezon, călcând, astfel, pe urmele eroilor săi, Luis Enrique și Quini, care, ca și Villa, au început la Sporting Gijón și au ajuns la Barcelona. La 21 mai 2010, peste 35.000 de suporteri ai Barcelonei au luat loc în tribunele stadionului Camp Nou pentru a vedea prezentarea lui Villa, în care el a prezentat și echipamentul pe care Barcelona avea să-l folosească în sezonul 2010-2011. A primit numărul său favorit, 7, un număr care rămăsese liber la club de la plecarea lui Eiður Guðjohnsen în 2009.
A avut prima apariție pentru club în manșa a doua a Supercupei Spaniei, intrând în repriza a doua în locul colegului său de la naționala Spaniei, Pedro Rodríguez. La debut, a bifat și primul trofeu câștigat cu echipa catalană, după victoria Barcelonei cu scorul general de 5-3 datorat unui hat-trick al colegului său Lionel Messi. Primul său gol a venit într-un amical din cadrul turneului Joan Gamper (competiție amicală anuală) contra lui Milan. Barcelona a câștigat cu 3-1 după penalty-uri (meciul terminându-se cu scorul de 1-1).
La 29 august 2010, Villa a debutat în campionat pentru Barcelona în meciul cu Racing de Santander, în care a marcat al treilea gol al partidei, câștigate cu 3-0. La 14 septembrie 2010, Villa a marcat și în debutul din Liga Campionilor într-o victorie cu 5-1 contra echipei Panathinaikos F.C.
„Villa nu este prezent doar la finalizare. Villa este sinonim cu profunzimea. Asta înseamnă să fii mereu gata să deschizi culoare de pasă, să tragi apărători după tine și astfel să eliberezi spații pentru ceilalți.” 
La Sevilla, la 31 octombrie 2010, Barcelona a câștigat cu 5-0 în fața andaluzilor, într-un meci în care Villa a realizat o dublă. Primul său gol din acel meci a fost votat „cel mai frumos gol al săptămânii (25–31 octombrie)” de către cititorii site-ului Goal.com. Primul „El Clásico” al lui Villa a fost la 29 noiembrie 2010, în care a marcat două goluri pentru Barcelona în victoria cu 5-0 de pe Camp Nou. După meci, el a comentat că „a fost o victorie foarte importantă. Am dorit victoria și am obținut-o. Și rezultatul și maniera în care l-am obținut, mai mult nu poți cere.” După aceea, a marcat un gol cu Real Sociedad, meci câștigat de Barcelona cu 5-0. A continuat cu o dublă contra lui RCD Espanyol aducându-i Barcelonei o victorie cu 5-1 pe terenul rivalei concitadine.
La 27 decembrie 2010, Villa a fost numit „Sportivul Anului” de către Academia de Sporturi a Statelor Unite, clasându-se în fața compatriotului său Rafael Nadal și a câștigătorului en-titre Manny Pacquiao.
La 28 mai 2010, Villa a marcat al treilea gol — șut de la 23 m — în victoria Barcelonei cu 3-1 în meciul contra lui Manchester United în finala Ligii Campionilor UEFA 2010–2011. După victorie, Villa a spus că dedică victoria „întregii mele familii, fetelor mele și fetelor lui Pepe Reina, care îmi sunt ca niște nepoate.”

#### Sezonul 2011–2012
Villa a început sezonul cu goluri împotriva echipelor C.D. Guadalajara și Club América în amicalele pre-sezon. Primul său meci oficial al sezonului a fost cel cu Real Madrid din prima manșă a Supercupei Spaniei în care Villa a marcat un gol „de clasă mondială”, ajucând Barcelona să obțină un egal, 2-2, pe Stadionul Santiago Bernabéu, iar pe 17 august 2011, Villa a fost eliminat în ultimele momente ale celei de a doua manșe (câștigată de Barcelona cu 3-2) după o altercație cu Mesut Özil.
Cu Osasuna, la 17 septembrie 2011, Villa a marcat două goluri și a forțat un autogol al lui Rovérsio în victoria Barcelonei cu 8-0 contra echipei din Pamplona.
Într-un meci de Campionatul Mondial al Cluburilor, disputat la Yokohama cu Al Sadd, și-a fracturat tibia. Medicii au afirmat că va fi indisponibil timp de până la șase luni.

### Sezonul 2012-2013
După ce a stat opt luni accidentat fără a juca fotbal, Villa a intrat în minutul 73 al meciului amical cu Dinamo București, scor 2-0, disputat pe data de 11 august 2012. Opt zile mai târziu, Villa a jucat primul meci oficial din decembrie 2011 încoace, într-un meci cu Real Sociedad, unde a și marcat ultimul gol (5-1).

### Atlético Madrid

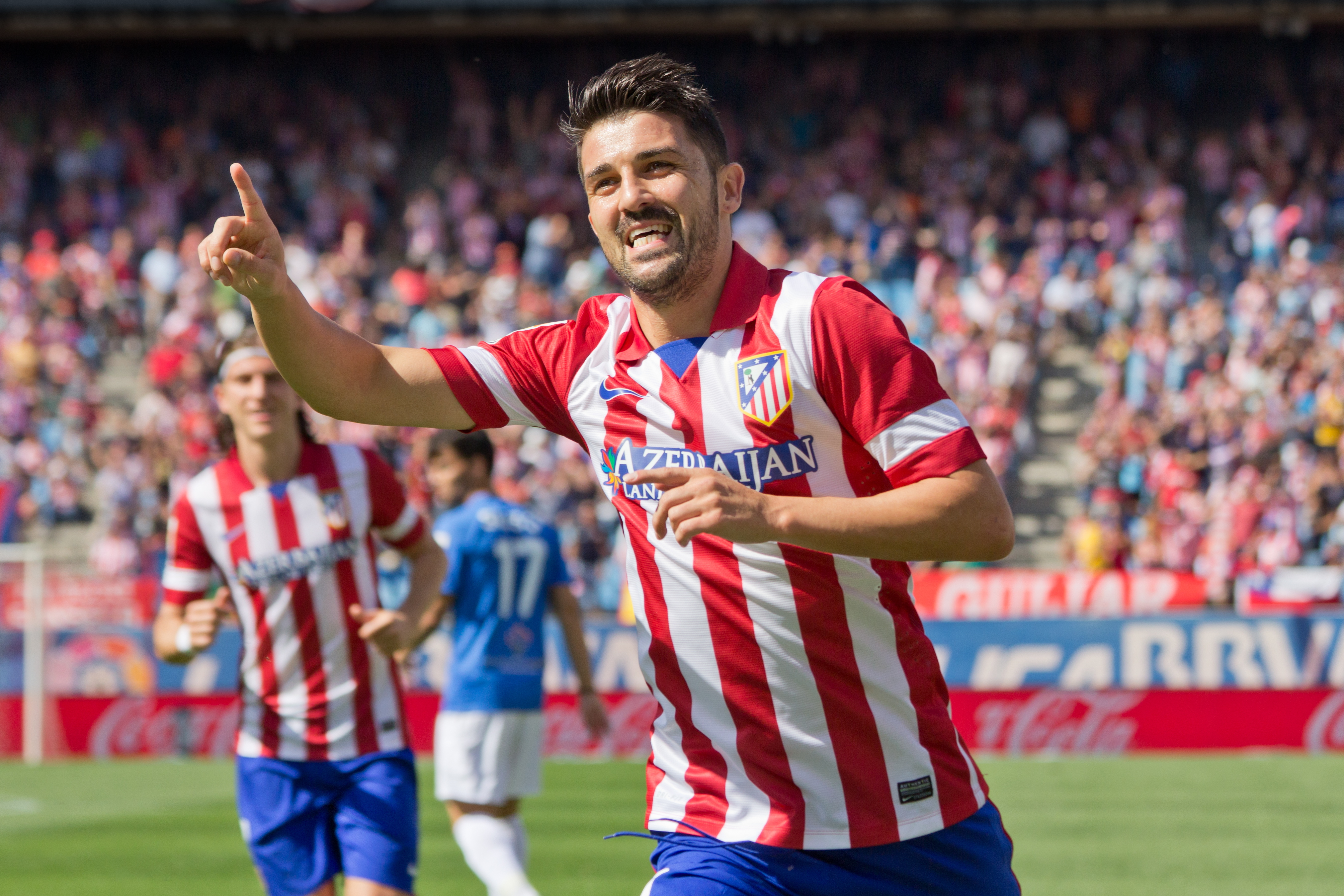
Villa sărbătorind un gol marcat de Atlético Madrid împotriva Almeríei pe 14 septembrie 2013

La 8 iulie 2013, Barcelona a anunțat că a ajuns la un acord în ceea ce privește transferul lui Villa la Atlético Madrid, care a costat 5,1 milioane de euro. La 21 august 2013, a marcat în prima manșă a Supercupei Spaniei, marcând împotriva fostului său club, Barcelona, printr-un voleu.
Villa a marcat primul gol al sezonului la 1 septembrie, oferind și o pasă de gol pentru Koke, Atlético câștigând cu scorul de 2–1 în deplasare cu Real Sociedad. La 27 octombrie, a marcat prima sa dublă pentru Atlético, care a învins-o pe Real Betis cu scorul de 5–0 pe Stadionul Vicente Calderón. A mai dat două duble în sezonul 2013-2014: la 23 noiembrie în victoria cu 7–0 cu Getafe și o altă dublă în 90 de secunde, în victoria scor 2–0 din deplasare cu Celta de Vigo care s-a jucat la 8 martie 2014. A terminat sezonul cu 13 goluri în 36 de meciuri de campionat, contribuind la primul titlu câștigat de Atlético după 1996.

## Cariera la națională

### Campionatul Mondial din 2006

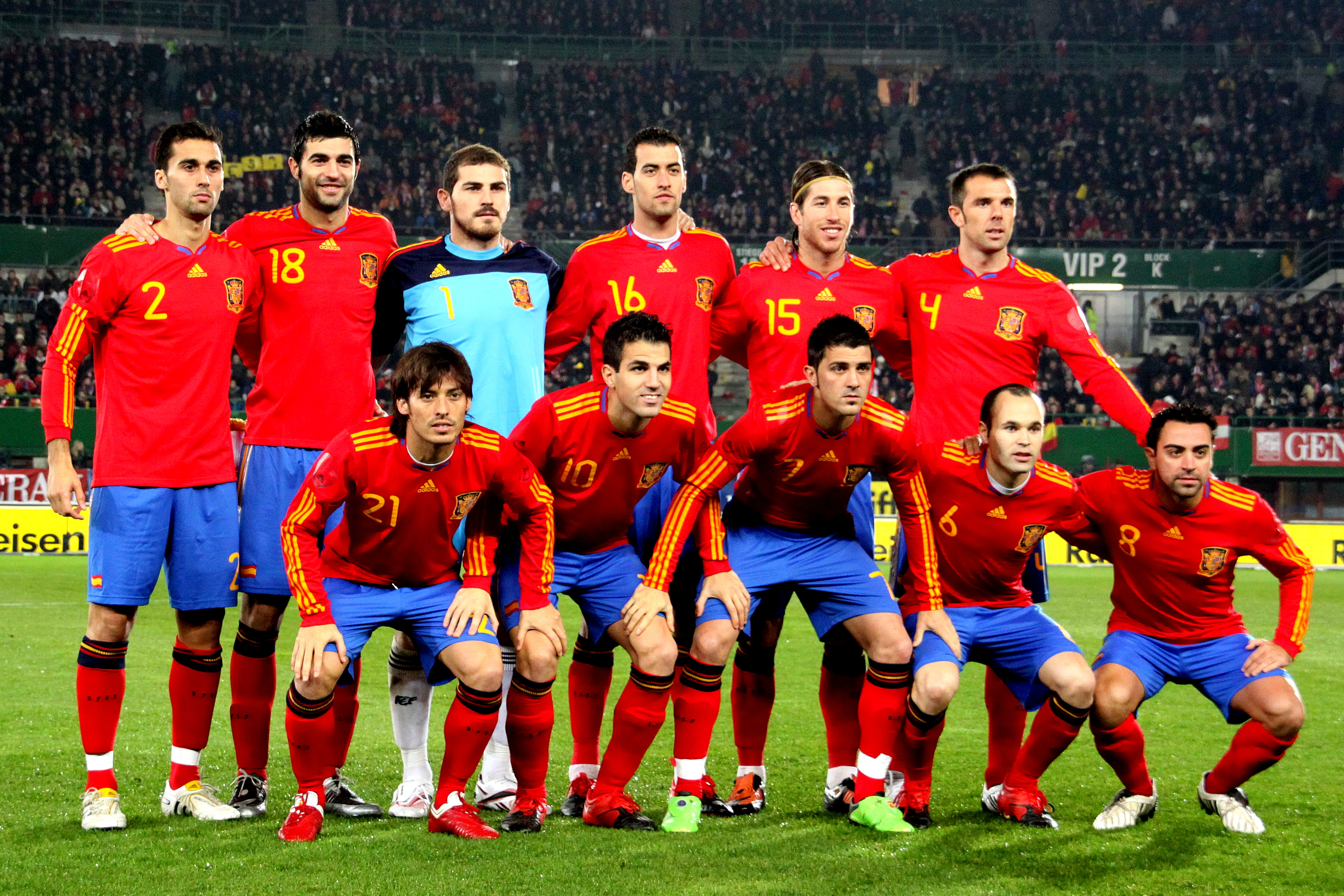
David Villa la naționala Spaniei, purtând tot numărul 7

David Villa era chemat ocazional la naționala Spaniei Under-21. A debutat la naționala mare pe 9 decembrie 2005, fiind convocat de selecționerul de la acea vreme, Luis Aragonés, pentru meciul cu San Marino contând pentru calificările pentru Campionatul Mondial din 2006. Meciul s-a disputat pe Estadio del Mediterráneo, iar Spania l-a câștigat cu scorul de 5-0. Primul gol la națională l-a marcat pe finalul partidei împotriva Slovaciei, contând tot pentru calificările la CM din 2006.
Sezonul bun făcut la Valencia l-a propulsat în lotul de 23 de jucători convocați pentru Campionatul Mondial din 2006. Villa a jucat încă din primul meci din grupe, în victoria cu 2-0 în fața Ucrainei, meci în care a și marcat o dublă. Reușește să-și treacă din nou numele pe tabelă în meciul cu naționala Franței din șaisprezecimi, pierdut în cele din urmă de spanioli cu scorul de 3–1. El și Fernando Torres au fost golgeterii Spaniei cu câte trei goluri fiecare.

### Euro 2008
„Ne completăm așa de bine unul pe altul. Ne înțelegem la fel de bine pe ca în afara lui. Avem încredere unul în celălalt. Amândoi urmărim fundașii, punem presiune pe ei și încercăm să creem șanse unul pentru celălalt. Avem o relație bună de joc.” 
La sfârșitul anului 2006, Villa devenise deja titularul de drept al naționalei în locul lui Raúl. S-a dovedit o mutare bună, Villa marcând în calificările pentru Euro 2008 șase goluri, 
dintre care unul din foarfecă împotriva reprezentativei Liechtensteinului. A fost chemat și la turneul final, unde a avut relații de joc bune cu Torres, celebrând împreună după înscrierea golurilor. A marcat un hat-trick îmotriva Rusiei, fiind primul jucător care reușește aces lucru după Patrick Kluivert în 2000, și doar al șaptelea în total. După al treilea gol, s-a dus spre Torres, care era pe bancă, pentru a sărbători marcarea golului, „Tocmai am marcat un hat-trick și știam că oamenii vor vorbi despre mine, dar am vrut să vadă că am beneficiat și pe urma jocului prestat de Torres, așa cum o face și el uneori.” În următorul meci, cel cu Suedia, a marcat golul de 2–1 chiar în minutul 92. Odihnit în meciul cu Grecia, a intrat ca titular în sferturi, unde Spania a întâlnit-o pe Italia. Spania a câștigat meciul cu scorul de 4–2 la penaltiuri, cu Villa executând și marcând din prima lovitură de departajare.
Ajunsă din nou într-o semifinală de turneu final după 24 de ani, Spania dă piept pentru a doua oară cu Rusia. Villa se accidentează în prima parte a meciului și a fost înlocuit de Cesc Fàbregas. Această accidentare nu i-a permis să joace în finala cu Germania, câștigată de spanioli cu scorul de 1-0. Deși a lipsit în trei dintre meciuri, cele patru goluri au fost suficiente pentru a fi numit golgeterul turneului, fiindu-i acordată Gheata de Aur. El cu Fernando Torres au fost incluși și în echipa turneului.

### Cupa Confederațiilor din 2009 și calificările pentru CM din 2010
„L-aș prefera pe David Villa în locul lui Kaká sau Cristiano Ronaldo.” 
Primul meci al Spaniei contând pentru calificările la Campionatul Mondial din 2010 a fost cel cu Bosnia-Herțegovina, în care Villa a marcat singurul gol al meciului. În următoarele trei partide, Villa reușește să marcheze patru goluri, cu unul marcat în ultimul minut, care a dus la o nouă victorie, de data aceasta în fața Belgiei. A mai marcat într-un amical cu Chile, ajuânfând la cota 12, astfel depășind recordul de zece goluri al lui Raúl, stabilit încă din 1999. Villa a început anul 2009 cu un gol în fața Angliei, meci încheiat cu scorul de 2-0. Cu acest gol, Villa a mai doborât un record, fiind primul internațional spaniol care a marcat în șase meciuri consecutiv, depășind astfel recordurile lui Telmo Zarra și Ladislao Kubala. A declarat despre gol că, „Am fost foarte bucuros după gol. Adevărul este că vreau să-l văd la TV. Recordul este foarte bun. Nu mi-am imaginat vreodată că voi reuși să-l stabilesc. Sunt foarte mândru de mine și sper să o țin tot așa.”

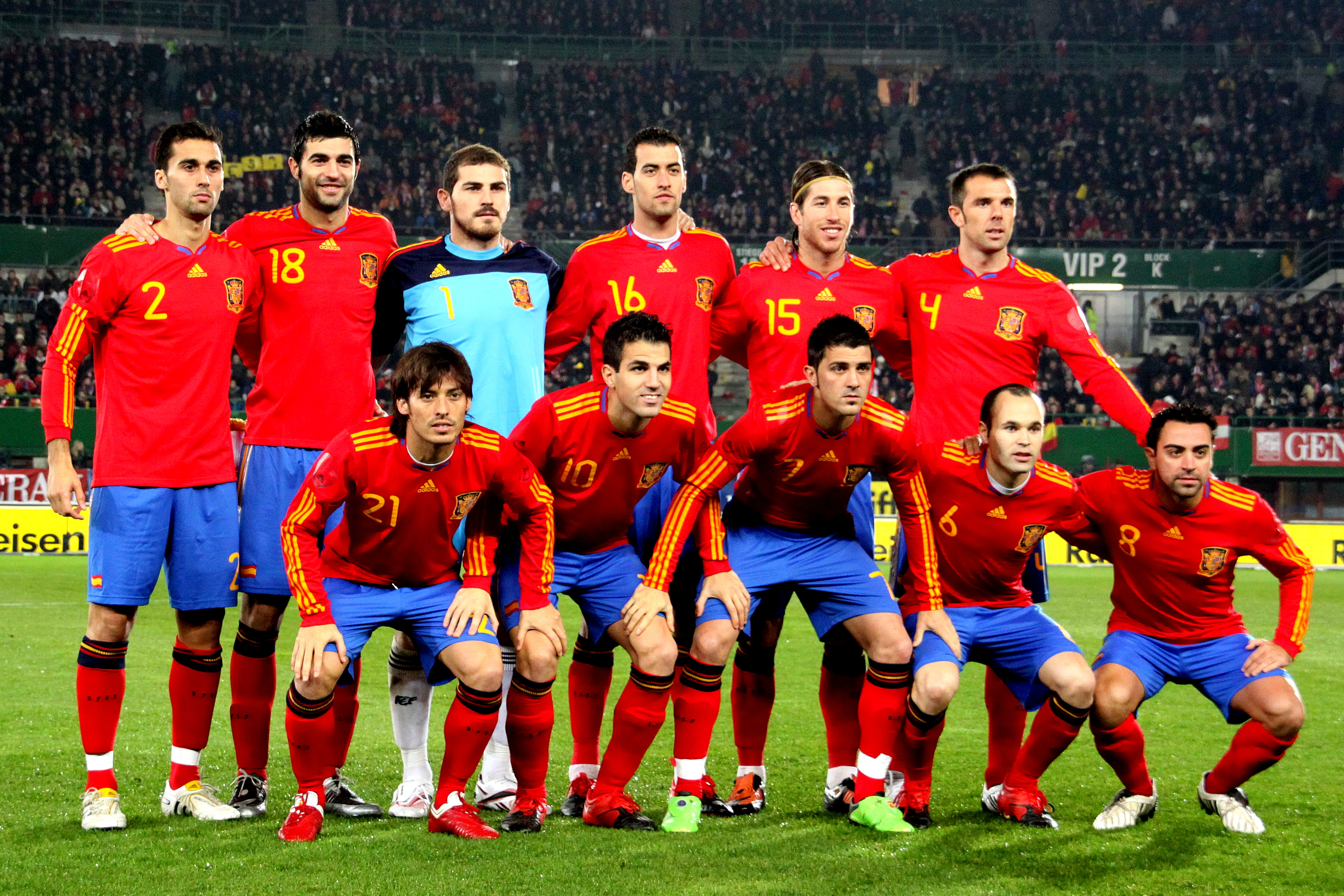
Villa (numărul 7) cu echipa Spaniei înaintea unui meci cu Austria.

Pe 1 iunie 2009, Vicente del Bosque l-a convocat pe Villa la Cupa Confederațiilor FIFA 2009. înainte de această competiție a marcat al doilea hat-trick într-un meci cu naționala Azerbaijanului, la aproape un an de la hat-trickul reușit în fața Rusiei la Euro 2008. A debutat la Cupa Confederațiilor cu un gol, ultimul din cele cinci marcate în poarta Noii Zeelande, iar în următorul meci a marcat un gol decisiv în fața unui Irak defensiv. A ratat un penalty în meciul cu Africa de Sud, dar în același minut s-a revanșat marcând și aducând-o pe Spania în avantaj, egalând recordul de cele mai multe meciuri consecutive câștigate de la Pablo Hernández încoace. Deși a fost ultimul său gol marcat la această competiție, a primit Gheata de Bronz și a fost ales în echipa turneului.
Villa a jucat cel de-al 50-lea meci într-un amical cu Macedonia câștigat de Spania cu 3–2.
Pe 5 septembrie 2009, Villa și-a mai trecut două goluri în dreptul numelui său într-un meci cu Belgia, jucat pe A Coruña.
Meciul s-a încheiat cu scorul de 5-0, lui Villa fiindu-i apărată de portarul Jean-Francois Gillet și o lovitură de la 11 m acordată în prima repriză. A termiant anul cu șase goluri, două marcate chiar împotriva Austriei, pe stadionul unde Spania cucerea Campionatul European în 2008. Astfel, Villa a egalat recordul pe care l-a stabilit anul trecut: cele mai multe goluri marcate de un internațional spaniol într-un an calendaristic. Primul meci al Spaniei din 2010 s-a jucat pe 3 martie, cu Franța, pe Stade de France. Villa a marcat primul gol în victoria cu 2–0.

### Campionatul Mondial din 2010
În 2010 a ieșit pe primul loc în clasamentul „Topul golgeterilor la nivel internațional 2010”, întocmit de IFFHS, și a fost convocat de Vicente del Bosque la națională, în lotul pentru Campionatul Mondial de Fotbal 2010. Marchează din nou într-un meci cu Arabia Saudită, disputat pe data de 29 mai 2010 pe Tivoli Neu, meci ]ncheiat cu scorul de 3-2. Nu a reușit să marcheze în meciul cu Coreea de Sud, dar a deschis scorul cu Polonia, pe care a învins-o cu 5-0, cel mai drastică înfrângere din ultimii 50 de ani.

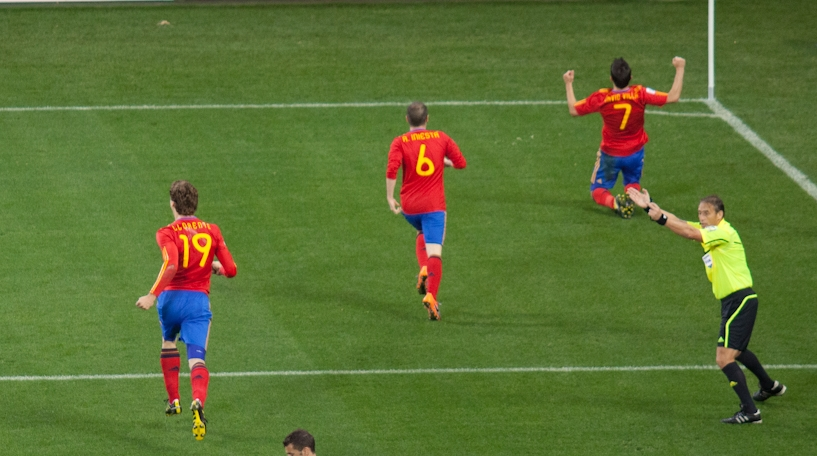
David Villa celebrând marcarea golului contra Portugalia împreună cu Fernando Llorente și Andrés Iniesta.

La Campionatul Mondial de fotbal din 2010, Villa a jucat ca vârf împins, dar nu a putut opri înfrângerea suferită în fața Elveției. Cinci zile mai târziu Spania reușește să învingă Hondurasul cu 2-0, Villa fiind marcatorul ambelor goluri, dar a ratat șansa de a-l marca pe cel de-al treilea, ratând un penașty printr-un lut departe de poartă. A fost prima dată în paisprezece încercări când Spania a ratat un penalty în timpul meciului. În timpul aceleași partide, Villa l-a plesnit peste față pe Emilio Izaguirre după ce Emilio l-a călcat. Villa a declarat că „nu este mândru” de acel gest, dar a scăat de suspendare. Villa a marcat și în șaisprezecimi golul de 2–1 cu Chile, cu un lut de la mare distanță. El l-a văzut pe portarul chilean Claudio Bravo ieșit din poartă pentru a-l împiedica pe Torres să înscrie. A fost al șaselea gol marcat de el la Campionatul Mondial, devenind cel mai bun marcator al Spaniei în această competiție, peste Emilio Butragueño, Fernando Hierro, Fernando Morientes și Raúl González, fiecare cu câte cinci goluri.
Spania a dat peste Portugalia în șaisprezecimi, iar Villa s-a dovedit din nou important. Andrés Iniesta i-a pasat cu călcâiul lui Xavi, care l-a văzut pe Villa liber. Portarul Eduardo o respinge în primă fază, dar Villa nu mai ratează și a doua oară. Astfel Spania s-a calificat în sferturi, unde a jucat cu echipa națională de fotbal a Paraguayului, în care Villa a marcat singurul gol al partidei după ce mingea a ricoșat din bară. În semifinale a căzut cu Germania, pe care Spania a învins-o tot cu 1-0, gol marcat de Carles Puyol.
Villa a început ca titular finala cu Țările de Jos, în care a avut ocazia de a marca dintr-o poziție bună, dar șutul său a fost blocat de John Heitinga. Spania devine campioană mondială după ce învinge tot cu 1-0. Villa a primit Gheata de Argint, cea de aur fiindu-i acordată lui Thomas Müller. Ambii jucători au marcat câte cinci goluri, dar Müller a avut mai multe pase de gol. Villa a fost inclus și în echipa turneului.

### Calificările pentru Euro 2012
Spania a jucat primul meci din Preliminariile Campionatului European de Fotbal 2012 cu Liechtenstein pe data de 3 septembrie 2010. Villa a marcat al doilea gol al meciului care s-a încheiat cu scorul de 4-0. S-a considerat la început că a egalat recordul de 44 de goluri al lui Raúl, dar, după multe dezbateri dacă primul gol din victoria Spaniei din meciul cu Polonia (6-0), a fost marcat de Villa a fost autogolul lui Dudka. S-a decis ca golul să fie considerat autogolul lui Dudka. Pe 12 octombrie 2010, i-a egalat recordul, marcând un gol din penalty cu Scoția (3-2).
Pe 25 martie 2011 a marcat două goluri împotriva Cehiei într-un meci contând pentru calificările la EURO 2012. Spania a câștigat cu 2-1 iar David Villa a devenit cel mai bun marcator al Spaniei din toate timpurile. A declarat despre această performanță că „Golurile sunt dedicate tuturor coechipierilor, antrenorilor, colegilor și prietenilor pe care i-am avut de-a lungul carierei... Dar i-am promis acum mult timp lui Pepe Reina, un bun prieten de-al meu, că îi voi dedica golul cu care îl voi întrece pe Raul.
Pe 7 septembrie 2011, Villaa a mai marcat două goluri cu Liechtenstein. În ultimul meci din grupele de calificări, Villa a marcat golul cu numărul 50 într-o victorie, 3-1, cu Scoția. A fost pentru prima dată desemnat căpitan.

## Viața personală

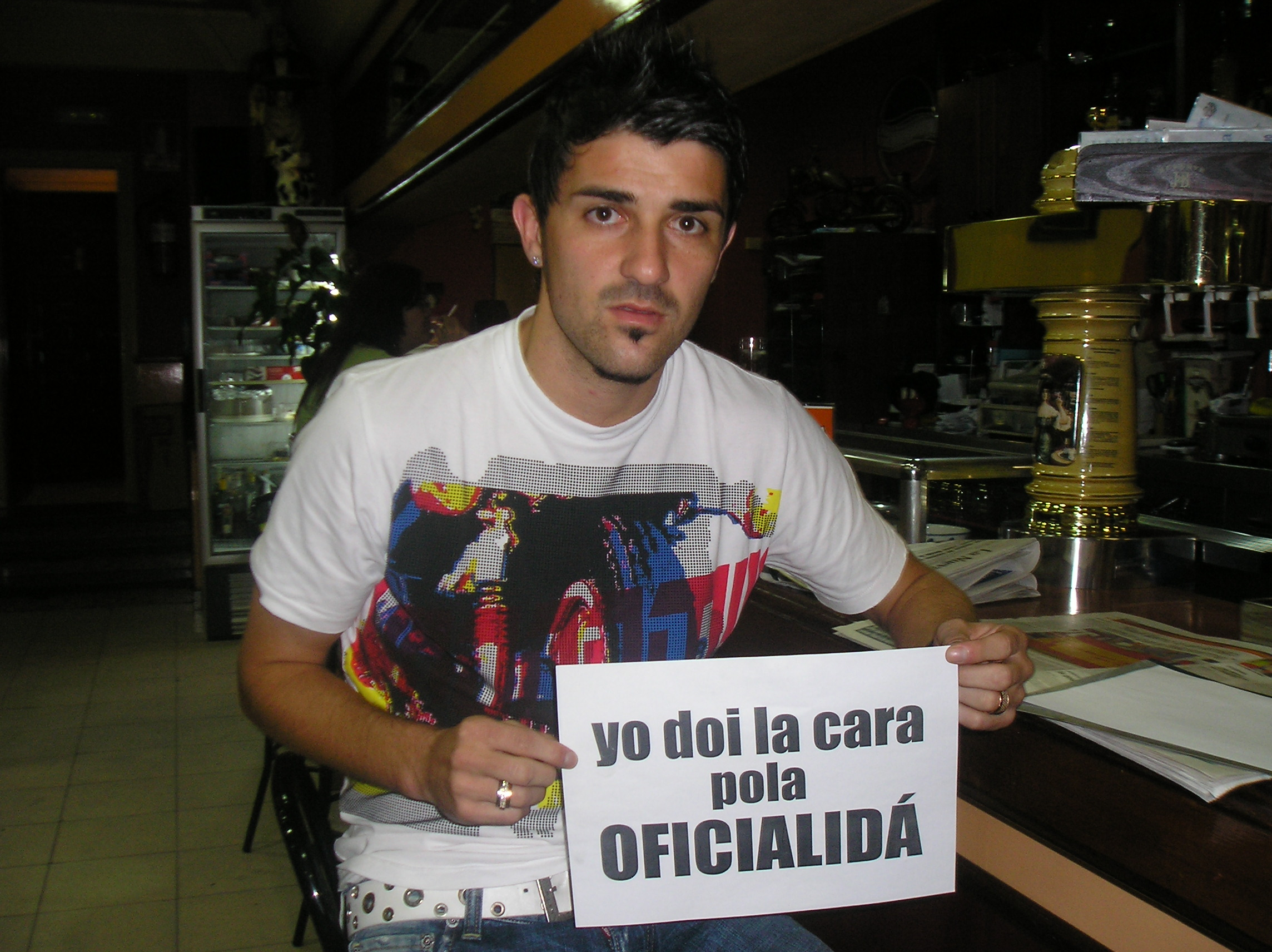
David Villa militând pentru recunoașterea limbii asturiene în 2009

În prezent trăiește cu soția sa, Patricia Gonzales, cu care are două fete. S-au căsătorit în 2003, ei cunoscându-se încă din copilărie. Ea a jucat fotbal în tinerețe. Pe prima fată o cheamă Zaida, iar pe a doua, care s-a născut în 2009, Olaya. Acesta este și numele soției lui Fernando Torres, o bună prietenă de familie a Patriciei. Idolii săi din fotbal sunt Luis Enrique și Quini. Numele ambelor fete este inscripționat pe ghetele de joc, model Adidas F50, cu una având drapelul Spaniei, iar pe cealtă cel al Asturiei. 
Al treilea copil, Luca, s-a născut pe 28 ianuarie 2013.
David Villa are două autovehicule de clasă sportivă: un Porsche 911 (anul 2008) și un Audi A8 (anul 2010).
Villa participă și se implică des în activități caritabile, în special cele UNICEF.
A inițiat în iulie 2008 „David Villa Camp”, unde copii sunt antrenați anual de fotbaliști profesioniști, din care face parte și Villa.
Villa a apărut pe coperta variantei spaniole a jocului de fotbal FIFA 07.

### Muzică
În 2010 a cântat alături de Ana Torroja, nominalizată la Premiile Grammy, cântecul „Insurrection” al formației El Último de la Fila. Înregistrările au fost făcute în vederea sprijinirii proiectului Voces X1FIN, prin care s-au strâns bani pentru construirea unei școli de arte în Mali. Villa a susținut public atunci că fotbaliștii „sunt un exemplu pentru societate și trebuie să fim pregătiți în a ne implica în aceste proiecte, unde putem ajuta oameni care au nevoie de noi.”

## Statistici

### Club
La 30 martie 2013..
| Club             | Sezon         | Ligă    | Ligă   | Ligă | Cupă    | Cupă   | Cupă | Europa  | Europa | Europa | Total   | Total  | Total |
| Club             | Sezon         | Meciuri | Goluri | Pase | Meciuri | Goluri | Pase | Meciuri | Goluri | Pase   | Meciuri | Goluri | Pase  |
| ---------------- | ------------- | ------- | ------ | ---- | ------- | ------ | ---- | ------- | ------ | ------ | ------- | ------ | ----- |
| Sporting Gijón B | 1999–2000     | 30      | 12     | 0    | —       | —      | —    | —       | —      | —      | 30      | 12     | —     |
| Sporting Gijón B | 2000–01       | 35      | 13     | 0    | —       | —      | —    | —       | —      | —      | 35      | 13     | —     |
| Sporting Gijón B | Total         | 65      | 25     | 0    | 0       | 0      | 0    | 0       | 0      | 0      | 65      | 25     | —     |
| Sporting Gijón   | 2000–01       | 1       | 0      | 0    | —       | —      | —    | —       | —      | —      | 1       | 0      | —     |
| Sporting Gijón   | 2001–02       | 40      | 18     | 0    | 4       | 2      | 0    | —       | —      | —      | 44      | 20     | —     |
| Sporting Gijón   | 2002–03       | 39      | 20     | 0    | 1       | 0      | 0    | —       | —      | —      | 40      | 20     | —     |
| Sporting Gijón   | Total         | 80      | 38     | 0    | 5       | 2      | 0    | 0       | 0      | 0      | 85      | 40     | —     |
| Zaragoza         | 2003–04       | 38      | 17     | 6    | 8       | 4      | 1    | —       | —      | —      | 46      | 21     | 7     |
| Zaragoza         | 2004–05       | 35      | 15     | 5    | 1       | 2      | 0    | 10      | 3      | 2      | 46      | 20     | 7     |
| Zaragoza         | Total         | 73      | 32     | 11   | 9       | 6      | 1    | 10      | 3      | 2      | 92      | 41     | 14    |
| Valencia         | 2005–06       | 35      | 25     | 8    | 4       | 2      | 0    | 1       | 1      | 0      | 40      | 28     | 8     |
| Valencia         | 2006–07       | 36      | 15     | 12   | 2       | 0      | 2    | 11      | 5      | 3      | 49      | 20     | 17    |
| Valencia         | 2007–08       | 30      | 18     | 7    | 6       | 1      | 2    | 7       | 3      | 2      | 43      | 22     | 11    |
| Valencia         | 2008–09       | 33      | 28     | 6    | 2       | 1      | 0    | 5       | 1      | 1      | 40      | 30     | 7     |
| Valencia         | 2009–10       | 32      | 21     | 5    | 2       | 0      | 1    | 11      | 7      | 4      | 45      | 28     | 10    |
| Valencia         | Total         | 166     | 107    | 38   | 16      | 4      | 5    | 35      | 17     | 10     | 217     | 128    | 53    |
| Barcelona        | 2010–11       | 34      | 18     | 7    | 6       | 1      | 0    | 12      | 4      | 2      | 52      | 23     | 9     |
| Barcelona        | 2011–12       | 15      | 5      | 1    | 3       | 1      | 0    | 6       | 3      | 1      | 24      | 9      | 2     |
| Barcelona        | 2012–13       | 28      | 10     | 5    | 5       | 5      | 0    | 7       | 1      | 1      | 40      | 16     | 6     |
| Barcelona        | Total         | 77      | 33     | 13   | 14      | 7      | 0    | 25      | 8      | 4      | 116     | 48     | 17    |
| Atlético Madrid  | 2013–14       | 36      | 13     | 4    | 4       | 2      | 0    | 7       | 0      | 0      | 47      | 15     | 4     |
| Atlético Madrid  | Total         | 36      | 13     | 4    | 4       | 2      | 0    | 7       | 0      | 0      | 47      | 15     | 4     |
| New York City FC | 2015          | 0       | 0      | 0    | 0       | 0      | 0    | -       | -      | -      | 0       | 0      | 0     |
| New York City FC | Total         | 0       | 0      | 0    | 0       | 0      | 0    | 0       | 0      | 0      | 0       | 0      | 0     |
| Total carieră    | Total carieră | 497     | 248    | 65   | 48      | 21     | 6    | 77      | 28     | 16     | 622     | 297    | 88    |

### Echipa națională

#### Statistici
La 26 iunie 2013.
| Echipa națională | Club          | An            | Amicale | Amicale | Meciuri | Meciuri | Total   | Total  | Total |
| Echipa națională | Club          | An            | Meciuri | Goluri  | Meciuri | Goluri  | Meciuri | Goluri | Rată  |
| ---------------- | ------------- | ------------- | ------- | ------- | ------- | ------- | ------- | ------ | ----- |
| Spania           | Zaragoza      | 2004–05       | 0       | 0       | 1       | 0       | 1       | 0      | 0     |
| Spania           | Valencia      | 2005–06       | 5       | 1       | 7       | 4       | 12      | 5      | 0.42  |
| Spania           | Valencia      | 2006–07       | 4       | 1       | 7       | 6       | 11      | 7      | 0.64  |
| Spania           | Valencia      | 2007–08       | 4       | 2       | 8       | 4       | 12      | 6      | 0.5   |
| Spania           | Valencia      | 2008–09       | 4       | 5       | 10      | 8       | 14      | 13     | 0.93  |
| Spania           | Valencia      | 2009–10       | 6       | 4       | 9       | 7       | 15      | 11     | 0.73  |
| Spania           | Barcelona     | 2010–11       | 6       | 1       | 5       | 4       | 11      | 5      | 0.42  |
| Spania           | Barcelona     | 2011–12       | 3       | 1       | 3       | 3       | 6       | 4      | 0.67  |
| Spania           | Barcelona     | 2012–13       | 4       | 2       | 5       | 3       | 8       | 5      | 0.63  |
| Total carieră    | Total carieră | Total carieră | 36      | 17      | 55      | 39      | 91      | 56     | 0.62  |

#### Goluri la națională
La 14 mai 2014.
| Golurile lui David Villa la națională | Golurile lui David Villa la națională | Golurile lui David Villa la națională                      | Golurile lui David Villa la națională             | Golurile lui David Villa la națională | Golurile lui David Villa la națională | Golurile lui David Villa la națională                  |
| #                                     | Dată                                  | Stadion                                                    | Adversar                                          | Gol                                   | Rezultat                              | Competiție                                             |
| 2005–2006                             | 2005–2006                             | 2005–2006                                                  | 2005–2006                                         | 2005–2006                             | 2005–2006                             | 2005–2006                                              |
| ------------------------------------- | ------------------------------------- | ---------------------------------------------------------- | ------------------------------------------------- | ------------------------------------- | ------------------------------------- | ------------------------------------------------------ |
| 1.                                    | 16 noiembrie 2005                     | Tehelné pole, Bratislava, Slovacia                         | Slovacia                                          | 1–1                                   | 1–1                                   | Calificările pentru Campionatul Mondial de Fotbal 2006 |
| 2.                                    | 1 martie 2006                         | Estadio José Zorrilla, Valladolid, Spania                  | Coasta de Fildeș                                  | 1–1                                   | 3–2                                   | Meci amical                                            |
| 3.                                    | 13 iunie 2006                         | Zentralstadion, Leipzig, Germania                          | Ucraina                                           | 2–0                                   | 4–0                                   | Campionatul Mondial de Fotbal 2006                     |
| 4.                                    | 13 iunie 2006                         | Zentralstadion, Leipzig, Germania                          | Ucraina                                           | 3–0                                   | 4–0                                   | Campionatul Mondial de Fotbal 2006                     |
| 5.                                    | 27 iunie 2006                         | AWD-Arena, Hannover, Germania                              | Franța                                            | 1–0                                   | 1–3                                   | Campionatul Mondial de Fotbal 2006                     |
| 2006–2007                             |                                       |                                                            |                                                   |                                       |                                       |                                                        |
| 6.                                    | 2 septembrie 2006                     | Estadio Nuevo Vivero, Badajoz, Spania                      | Liechtenstein                                     | 2–0                                   | 4–0                                   | Preliminariile Campionatului European de Fotbal 2008   |
| 7.                                    | 2 septembrie 2006                     | Estadio Nuevo Vivero, Badajoz, Spania                      | Liechtenstein                                     | 3–0                                   | 4–0                                   | Preliminariile Campionatului European de Fotbal 2008   |
| 8.                                    | 6 septembrie 2006                     | Windsor Park, Belfast, Irlanda de Nord                     | Irlanda de Nord                                   | 1–2                                   | 3–2                                   | Preliminariile Campionatului European de Fotbal 2008   |
| 9.                                    | 11 octombrie 2006                     | Nueva Condomina, Murcia, Spania                            | Argentina                                         | 2–1                                   | 2–1                                   | Meci amical                                            |
| 10.                                   | 24 martie 2007                        | Santiago Bernabéu, Madrid, Spania                          | Danemarca                                         | 2–0                                   | 2–1                                   | Preliminariile Campionatului European de Fotbal 2008   |
| 11.                                   | 6 iunie 2007                          | Rheinpark Stadion, Vaduz, Liechtenstein                    | Liechtenstein                                     | 0–1                                   | 0–2                                   | Preliminariile Campionatului European de Fotbal 2008   |
| 12.                                   | 6 iunie 2007                          | Rheinpark Stadion, Vaduz, Liechtenstein                    | Liechtenstein                                     | 0–2                                   | 0–2                                   | Preliminariile Campionatului European de Fotbal 2008   |
| 2007–2008                             |                                       |                                                            |                                                   |                                       |                                       |                                                        |
| 13.                                   | 26 martie 2008                        | Manuel Martínez Valero, Elche, Spania                      | Italia                                            | 1–0                                   | 1–0                                   | Meci amical                                            |
| 14.                                   | 31 May 2008                           | Nuevo Colombino, Huelva, Spania                            | Peru                                              | 1–0                                   | 2–1                                   | Meci amical                                            |
| 15.                                   | 10 iunie 2008                         | Tivoli Neu, Innsbruck, Austria                             | Rusia                                             | 1–0                                   | 4–1                                   | UEFA Euro 2008                                         |
| 16.                                   | 10 iunie 2008                         | Tivoli Neu, Innsbruck, Austria                             | Rusia                                             | 2–0                                   | 4–1                                   | UEFA Euro 2008                                         |
| 17.                                   | 10 iunie 2008                         | Tivoli Neu, Innsbruck, Austria                             | Rusia                                             | 3–0                                   | 4–1                                   | UEFA Euro 2008                                         |
| 18.                                   | 14 iunie 2008                         | Tivoli Neu, Innsbruck, Austria                             | Suedia                                            | 1–2                                   | 1–2                                   | UEFA Euro 2008                                         |
| 2008–2009                             |                                       |                                                            |                                                   |                                       |                                       |                                                        |
| 19.                                   | 6 septembrie 2008                     | Nueva Condomina, Murcia, Spania                            | Bosnia și Herțegovina                             | 1–0                                   | 1–0                                   | Campionatul Mondial de Fotbal 2010                     |
| 20.                                   | 10 septembrie 2008                    | Estadio Carlos Belmonte, Albacete, Spania                  | Armenia                                           | 2–0                                   | 4–0                                   | Campionatul Mondial de Fotbal 2010                     |
| 21.                                   | 10 septembrie 2008                    | Estadio Carlos Belmonte, Albacete, Spania                  | Armenia                                           | 3–0                                   | 4–0                                   | Campionatul Mondial de Fotbal 2010                     |
| 22.                                   | 11 octombrie 2008                     | A. Le Coq Arena, Tallinn, Estonia                          | Estonia                                           | 0–2                                   | 0–3                                   | Campionatul Mondial de Fotbal 2010                     |
| 23.                                   | 15 octombrie 2008                     | King Baudouin Stadium, Bruxelles, Belgia                   | Belgia                                            | 1–2                                   | 1–2                                   | Campionatul Mondial de Fotbal 2010                     |
| 24.                                   | 19 noiembrie 2008                     | El Madrigal, Villarreal, Spania                            | Chile                                             | 1–0                                   | 3–0                                   | Meci amical                                            |
| 25.                                   | 11 februarie 2009                     | Estadio Ramón Sánchez Pizjuán, Sevilla, Spania             | Anglia                                            | 1–0                                   | 2–0                                   | Meci amical                                            |
| 26.                                   | 9 iunie 2009                          | Tofik Bakhramov, Baku, Azerbaijan                          | Azerbaidjan                                       | 1–0                                   | 6–0                                   | Meci amical                                            |
| 27.                                   | 9 iunie 2009                          | Tofik Bakhramov, Baku, Azerbaijan                          | Azerbaijan                                        | 2–0                                   | 6–0                                   | Meci amical                                            |
| 28.                                   | 9 iunie 2009                          | Tofik Bakhramov, Baku, Azerbaijan                          | Azerbaijan                                        | 3–0                                   | 6–0                                   | Meci amical                                            |
| 29.                                   | 14 iunie 2009                         | Royal Bafokeng Stadium, Rustenburg, Africa de Sud          | Noua Zeelandă                                     | 5–0                                   | 5–0                                   | Cupa Confederațiilor FIFA 2009                         |
| 30.                                   | 17 iunie 2009                         | Free State Stadium, Bloemfontein, Africa de Sud            | Irak                                              | 1–0                                   | 1–0                                   | Cupa Confederațiilor FIFA 2009                         |
| 31.                                   | 20 iunie 2009                         | Free State Stadium, Bloemfontein, Africa de Sud            | Africa de Sud                                     | 1–0                                   | 2–0                                   | Cupa Confederațiilor FIFA 2009                         |
| 2009–2010                             |                                       |                                                            |                                                   |                                       |                                       |                                                        |
| 32.                                   | 5 septembrie 2009                     | Estadio Riazor, A Coruña, Spania                           | Belgia                                            | 2–0                                   | 5–0                                   | Campionatul Mondial de Fotbal 2010                     |
| 33.                                   | 5 septembrie 2009                     | Estadio Riazor, A Coruña, Spania                           | Belgia                                            | 5–0                                   | 5–0                                   | Campionatul Mondial de Fotbal 2010                     |
| 34.                                   | 18 noiembrie 2009                     | Ernst-Happel-Stadion, Viena, Austria                       | Austria                                           | 1–2                                   | 1–5                                   | Meci amical                                            |
| 35.                                   | 18 noiembrie 2009                     | Ernst-Happel-Stadion, Viena, Austria                       | Austria                                           | 1–3                                   | 1–5                                   | Meci amical                                            |
| 36.                                   | 3 martie 2010                         | Stade de France, Paris, Franța                             | Franța                                            | 0–1                                   | 0–2                                   | Meci amical                                            |
| 37.                                   | 29 mai 2010                           | Tivoli Neu, Innsbruck, Austria                             | Arabia Saudită                                    | 1–1                                   | 3–2                                   | Meci amical                                            |
| 38.                                   | 21 iunie 2010                         | Ellis Park Stadium, Johannesburg, Africa de Sud            | [[File:\|23x15px\|border \|alt=\|link=]] Honduras | 1–0                                   | 2–0                                   | Campionatul Mondial de Fotbal 2010                     |
| 39.                                   | 21 iunie 2010                         | Ellis Park Stadium, Johannesburg, Africa de Sud            | Honduras                                          | 2–0                                   | 2–0                                   | Campionatul Mondial de Fotbal 2010                     |
| 40.                                   | 25 iunie 2010                         | Loftus Versfeld Stadium, Pretoria, Africa de Sud           | Chile                                             | 0–1                                   | 1–2                                   | Campionatul Mondial de Fotbal 2010                     |
| 41.                                   | 29 iunie 2010                         | Cape Town Stadium, Cape Town, Africa de Sud                | Portugalia                                        | 1–0                                   | 1–0                                   | Campionatul Mondial de Fotbal 2010                     |
| 42.                                   | 3 iulie 2010                          | Ellis Park Stadium, Johannesburg, Africa de Sud            | Paraguay                                          | 0–1                                   | 0–1                                   | Campionatul Mondial de Fotbal 2010                     |
| 2010–2011                             |                                       |                                                            |                                                   |                                       |                                       |                                                        |
| 43.                                   | 3 septembrie 2010                     | Rheinpark Stadion, Vaduz, Liechtenstein                    | Liechtenstein                                     | 0–2                                   | 0–4                                   | Preliminariile Campionatului European de Fotbal 2012   |
| 44.                                   | 12 octombrie 2010                     | Hampden Park, Glasgow, Scoția                              | Scoția                                            | 0–1                                   | 2–3                                   | Preliminariile Campionatului European de Fotbal 2012   |
| 45.                                   | 25 martie 2011                        | Estadio Nuevo Los Cármenes, Granada, Spania                | Cehia                                             | 1–1                                   | 2–1                                   | Preliminariile Campionatului European de Fotbal 2012   |
| 46.                                   | 25 martie 2011                        | Estadio Nuevo Los Cármenes, Granada, Spania                | Cehia                                             | 2–1                                   | 2–1                                   | Preliminariile Campionatului European de Fotbal 2012   |
| 47.                                   | 7 iunie 2011                          | Estadio José Antonio Anzoátegui, Puerto la Cruz, Venezuela | Venezuela                                         | 0–1                                   | 0–3                                   | Meci amical                                            |
| 2011–2012                             |                                       |                                                            |                                                   |                                       |                                       |                                                        |
| 48.                                   | 6 septembrie 2011                     | Estadio Las Gaunas, Logroño, Spania                        | Liechtenstein                                     | 5–0                                   | 6–0                                   | Preliminariile Campionatului European de Fotbal 2012   |
| 49.                                   | 6 septembrie 2011                     | Estadio Las Gaunas, Logroño, Spania                        | Liechtenstein                                     | 6–0                                   | 6–0                                   | Preliminariile Campionatului European de Fotbal 2012   |
| 50.                                   | 11 octombrie 2011                     | Estadio José Rico Pérez, Alicante, Spania                  | Scoția                                            | 3–0                                   | 3–1                                   | Preliminariile Campionatului European de Fotbal 2012   |
| 51.                                   | 15 noiembrie 2011                     | Estadio Nacional de Costa Rica, San José, Costa Rica       | Costa Rica                                        | 2–2                                   | 2–2                                   | Meci amical                                            |
| 2012–2013                             |                                       |                                                            |                                                   |                                       |                                       |                                                        |
| 52.                                   | 7 septembrie 2012                     | Estadio Municipal de Pasarón, Pontevedra, Spania           | Arabia Saudită                                    | 4–0                                   | 5–0                                   | Meci amical                                            |
| 53.                                   | 14 noiembrie 2012                     | Estadio Rommel Fernández, Panama City, Panama              | Panama                                            | 2–0                                   | 5–1                                   | Meci amical                                            |
| 54.                                   | 20 June 2013                          | Estádio do Maracanã, Rio de Janeiro, Brazilia              | Tahiti                                            | 4–0                                   | 10–0                                  | Cupa Confederațiilor FIFA 2013                         |
| 55.                                   | 20 June 2013                          | Estádio do Maracanã, Rio de Janeiro, Brazilia              | Tahiti                                            | 5–0                                   | 10–0                                  | Cupa Confederațiilor FIFA 2013                         |
| 56.                                   | 20 June 2013                          | Estádio do Maracanã, Rio de Janeiro, Brazilia              | Tahiti                                            | 7–0                                   | 10–0                                  | Cupa Confederațiilor FIFA 2013                         |

## Palmares

### Club
Real Zaragoza
- Copa del Rey (1): 2004
- Supercopa de España (1): 2004

Valencia
- Copa del Rey (1): 2008

Barcelona
- La Liga (2): 2010–11, 2012–13
- Copa del Rey (1): 2011–12
- UEFA Champions League (1): 2010–11
- Supercopa de España (2): 2010, 2011
- Supercupa Europei (1): 2011
- Campionatul Mondial al Cluburilor FIFA (1): 2011

Atlético Madrid
- La Liga (1): 2013–14
- UEFA Champions League

Finalist (1): 2013–14

### Națională
Spania
- Campionatul European de Fotbal: 1

2008
- Campionatul Mondial de Fotbal: 1

2010

### Individual
Premii
- Fotbalistul spaniol al anului: 2005-06
- Trofeul Zarra: 2005-06, 2006-07, 2008-09, 2009-10
- UEFA Euro 2008 Golden Boot
- UEFA Euro 2008 Team of the Tournament[126]
- Omul meciului Spania vs Rusia, Spania vs Suedia Euro 2008
- 2009 FIFA Confederations Cup Bronze Shoe
- 2009 FIFA Confederations Cup Team of the Tournament.[136]
- Gheata de Argint Campionatul Mondial de Fotbal 2010
- Balonul de Bronz Campionatul Mondial de Fotbal 2010
- FIFA World Cup All-Star Team: 2010
- Omul meciului Spania vs Honduras Campionatul Mondial de Fotbal 2010
- Male Athlete of the Year: 2010
- FIFPro World XI: 2010
- UEFA Team of the Year: 2010

Realizări
- Cel mai bun marcator Valencia: 2005-06, 2006-07, 2007-08, 2008-09, 2009-10
- Cel mai bun pasator La Liga: 2006-07[15]
- Cel mai bun marcator al Spaniei: 51 goluri
- Cel mai bun marcator al Spaniei de la Campionatul Mondial de Fotbal
- Cel mai bun marcator al Spaniei de la un Campionat Mondial: 5
- Cele mai multe goluri marcate de un spaniol într-un an calendaristic: 12 (2008, 2009)[128]
- Cea mai mare serie de meciuri în care a marcat un spaniol: 6[130]

### Decorații
- Prince of Asturias Awards: 2010
- Gold Medal of the Royal Order of Sporting Merit: 2011[180]